# 739 v.Chr.
Het jaar 739 v.Chr. is een jaartal volgens de christelijke jaartelling.

## Gebeurtenissen

### Palestina
- Koning Jotam van Juda laat de "Bovenpoort" van de Joodse tempel afbouwen.

### Fenicië
- Hiram II volgt Etbaäl op als stadsvorst van Tyrus.